# Desaparición de Timmothy Pitzen
El 11 de mayo de 2011, James Pitzen, el padre del niño estadounidense de seis años Timmothy James Pitzen le dejó en la escuela de Aurora (Illinois) por la mañana. Su madre, Amy Fry-Pitzen, lo recogió poco tiempo después y se lo llevó a un viaje de tres días a varios parques de diversiones y de agua. El cuerpo de Amy Fry-Pitzen fue encontrado posteriormente en una habitación de motel en la ciudad de Rockford, Illinois, después de haberse suicidado, con una nota que decía que Timmothy estaba a salvo, pero que nunca sería encontrado.

## Antecedentes
Timmothy Pitzen nació en Aurora, Illinois, de padres James Pitzen y Amy Joan Marie Fry-Pitzen en 2004. El 11 de mayo de 2011, el padre de Timmothy lo dejó en su clase de jardín de infancia en la Escuela primaria Greenman. Su madre lo sacó de la clase entre las 8:10 y las 8:15 a. m. CDT, diciendo que había ocurrido una emergencia familiar que se reveló inexistente. Dejó su vehículo en un taller de reparación a las 10:00 a. m.. Un empleado del taller llevó a Fry-Pitzen y a su hijo al zoológico de Brookfield. Regresaron y recuperaron su vehículo a las 3:00 p. m., y se fueron en el coche al KeyLime Cove Resort en Gurnee, donde pasaron la noche. A la mañana siguiente, la pareja se dirigió al Kalahari Resort en Wisconsin Dells, Wisconsin, y fueron vistos en las imágenes de seguridad en la línea de salida a las 10:00 a. m. del día siguiente. Timmothy no ha sido visto ni se ha sabido de él desde entonces.

## Desaparición
Entre las 12:00 p. m. y la 1:30 p. m. del 13 de mayo, Fry-Pitzen llamó por teléfono a varios miembros de la familia, incluyendo a su madre y cuñado, diciéndoles que ella y Timmothy estaban a salvo y no corrían ningún peligro. Los registros del teléfono móvil indicaron que las llamadas se habían hecho desde una zona al noroeste de Sterling, cerca de la Ruta 40. Sin embargo, Fry-Pitzen no se puso en contacto con su marido, que había estado intentando localizar a la pareja después de que la escuela de su hijo le notificara que no estaba presente cuando llegó a recogerlo al final de la jornada escolar el 11 de mayo. Se oyó a Timmothy en el fondo durante las llamadas, diciendo que tenía hambre.  
A las 7:25 p. m. de esa noche, Fry-Pitzen fue vista, sola, en las cámaras de seguridad de una tienda Family Dollar en Winnebago, donde compró un bolígrafo, papel de carta y sobres. A las 8:00 p. m., fue vista en una tienda Sullivan's Food en Winnebago, de nuevo sin compañía. A las 11:15 p. m., se registró en el Rockford Inn en Rockford, donde en algún momento de esa noche o a la mañana siguiente, se quitó la vida cortándose las muñecas y el cuello y tomando una sobredosis de antihistamínicos. A las 12:30 p. m. del 14 de mayo, su cuerpo fue encontrado por una camarera del hotel junto con una nota. En la nota, Fry-Pitzen se disculpó por el desastre que había creado y explicó que Timmothy nunca sería encontrado, pero que estaba a salvo con gente que lo cuidaría.

## Investigación
La policía encontró que el cuchillo que Fry-Pitzen había usado para suicidarse sólo contenía su sangre, pero que "una cantidad preocupante" de sangre encontrada en su coche pertenecía a su hijo Timmothy. Sin embargo, un miembro de la familia reveló más tarde que las manchas estaban probablemente causadas por una hemorragia nasal que Timmothy había sufrido en el coche a principios de ese mes. También se observó que el teléfono celular de Fry-Pitzen había desaparecido. Un examen de su vehículo reveló que había sido estacionado en una zona de césped, posiblemente cerca de un arroyo, pero cerca de una autopista. En 2013 se encontró el móvil de Fry-Pitzen al lado de la Ruta 78, pero el descubrimiento no aportó ninguna prueba nueva. 
James Pitzen ha declarado que cree que su hijo sigue vivo. El caso fue transmitido en la serie de televisión americana Live PD el 25 de agosto de 2018, con la invitada Angeline Hartmann del Centro Nacional de Niños Desaparecidos y Explotados mostrando a los espectadores una fotografía de cómo sería Timmothy a los 13 años.

## Reaparición falsa
El 3 de abril de 2019, los residentes locales de Newport, Kentucky, llamaron a la policía para denunciar a un adolescente que deambulaba por las calles después de cruzar un puente sobre el río Ohio. Cuando la policía encontró al chico agitado y angustiado, les dijo que era Timmothy. Al día siguiente, la oficina del FBI en Louisville reveló a través de Twitter que el chico bajo su custodia no era Timmothy. El portavoz de la Policía de Aurora, el sargento Bill Rowley, dijo: "Aunque estamos decepcionados de que esto haya resultado ser un engaño, seguimos siendo diligentes en nuestra búsqueda de Timmothy, ya que el caso sigue sin resolverse".
Se descubrió que el hombre que decía ser Pitzen era Brian Michael Rini, de 23 años. Había salido de la Institución Correccional de Belmont en Ohio menos de un mes antes del hecho, después de cumplir unos catorce meses por cargos de robo y vandalismo en el condado de Medina.